# 克兰帕尔·蒂博尔
克兰帕尔·蒂博尔（匈牙利語：Klampár Tibor，1953年4月30日—），匈牙利前男子乒乓球运动员。他曾获得2枚世界乒乓球锦标赛金牌。他也参加了1988年夏季奥林匹克运动会乒乓球比赛。